# Erich Mayer (Jurist)
Erich Mayer (* 17. August 1908 in Aschaffenburg; † nach 1948) war ein deutscher Jurist, u. a. Verteidiger während der Nürnberger Prozesse.

## Leben
Erich Mayer studierte an der Universität Würzburg, München und Köln. Zum 1. Mai 1937 trat er der NSDAP bei (Mitgliedsnummer 5.326.059) und war von 1938 bis 1942 Blockleiter. Er hatte promoviert, war als Staatsanwalt in Ansbach tätig und wurde nach Kriegsende im Rahmen der Weihnachtsamnestie 1947 entnazifiziert.
Im Prozess Wirtschafts-Verwaltungshauptamt der SS (Fall 4 der Nachfolgeprozesse; USA gegen Oswald Pohl et al.), welcher ohne Revision von Anfang April 1947 bis Anfang November 1947 dauerte, war er bis 2. Juli 1948 Verteidiger von Max Kiefer. Kiefer wurde in drei Anklagepunkten für schuldig befunden und zu lebenslänglicher Haft verurteilt, welche erst auf 20 Jahre Haft reduziert wurde. 1951 wurde er vorzeitig aus der Haft entlassen.
Im Einsatzgruppen-Prozess (Fall 9 der Nachfolgeprozesse; USA gegen Otto Ohlendorf et al.), welcher von Mitte August 1947 bis Ende Juli 1948 dauerte, war er Verteidiger von Eugen Steimle, Werner Braune und Waldemar Klingelhöfer. Alle drei wurden zum Tode verurteilt. Steimle wurde aber 1954 und Klingelhöfer 1956 aus der Haft entlassen. Lediglich Braune wurde 1951 hingerichtet.
Im darauffolgenden Krupp-Prozess (Fall 10 der Nachfolgeprozesse; USA gegen Alfried Krupp et al.), einem Nachfolgeprozess der Nürnberger Prozesse, welcher von Anfang Dezember 1947 bis Ende Juli 1948 dauerte, war er ab 26. April 1948 Assistent des Verteidigers von Hans Kupke.